# Blue Bayou (Film)
Blue Bayou ist ein Filmdrama von Justin Chon, das am 17. September 2021 in die US-amerikanischen und am 10. März 2022 in die deutschen Kinos kam. 

## Handlung
Der Tätowierer Antonio lebt mit seiner schwangeren Frau Kathy und seiner Stieftochter Jessie bei New Orleans. Nachdem er mit einem Polizisten in Streit gerät, landet er bei der Einwanderungsbehörde, da sein Status als adoptierter Koreaner ungeklärt ist. Ein Anwalt möchte sich der Sache annehmen um eine Abschiebung zu verhindern. Um den Anwalt zu bezahlen, begeht Antonio wieder, wie bereits früher geschehen, Motorrad-Diebstähle. Trotz der Anwesenheit der lange verschollenen Pflegemutter scheitern die Bemühungen vor Gericht und eine Abschiebung wird beschlossen. Tränenreich verabschiedet sich Antonio auf dem Flughafen von seiner Geliebten, seiner Stieftochter und seinem neugeborenen Baby.

## Produktion
Regie führte Justin Chon, der auch das Drehbuch schrieb und die Rolle von Antonio LeBlanc übernahm. In weiteren Rollen sind Alicia Vikander als seine Ehefrau Kathy, Mark O’Brien, Linh Dan Pham und Emory Cohen zu sehen.
Die Filmmusik komponierte Roger Suen. Das Soundtrack-Album mit 19 Musikstücken wurde zum US-Kinostart von Back Lot Music als Download veröffentlicht.
Die Rechte am Film sicherte sich Focus Features. Blue Bayou kam am 17. September 2021 in die US-Kinos. Dort erhielt der Film von der MPAA ein R-Rating, was einer Freigabe ab 17 Jahren entspricht.
Die Premiere erfolgte bereits zuvor am 13. Juli 2021 bei den Internationalen Filmfestspielen von Cannes, wo der Film in der Reihe Un Certain Regard gezeigt wurde. Anfang September 2021 wurde er beim Festival des amerikanischen Films in Deauville im Hauptwettbewerb vorgestellt. Im Oktober 2021 wird er beim Busan International Film Festival gezeigt. Der Kinostart in Deutschland erfolgte am 10. März 2022.

## Rezeption

### Altersfreigabe und Einsatz im Unterricht
In den USA erhielt der Film von der MPAA ein R-Rating, was einer Freigabe ab 17 Jahren entspricht. In Deutschland wurde der Film von der FSK ab 12 Jahren freigegeben.
Das Onlineportal kinofenster.de empfiehlt den Film ab der 10. Klasse für die Unterrichtsfächer Englisch, Deutsch, Politik, Sozialkunde/Gemeinschaftskunde, Ethik und Musik und bietet Materialien zum Film für den Unterricht. Dort erklärt Dominique Ott-Despoix, Blue Bayou biete beispielsweise im Deutschunterricht Anlass, sich mit dem Melodram zu beschäftigen und den Film auf typische Genremerkmale hin zu untersuchen. Anhand einer Analyse des Liedtexts des im Film von Kathy gesungenen Songs Blue Bayou ließen sich in den Fächern Englisch und Musik Interpretationsansätze zum Filmtitel anbringen. In Sozialkunde könnten Schülerinnen und Schüler diskutieren, in welchen Szenen Antonio rassistisch diskriminiert wird und dabei zwischen explizitem und Alltagsrassismus unterscheiden. Im Politikunterricht hingegen biete es sich an, die Hintergründe und rechtlichen Beweggründe für Antonios Ausweisung zu rekapitulieren, um anschließend die Situation in den USA mit Deutschland zu vergleichen:.

### Kritiken
Der Film konnte 75 Prozent der Kritiker bei Rotten Tomatoes überzeugen.

### Auszeichnungen
Festival des amerikanischen Films 2021
- Nominierung im Hauptwettbewerb (Justin Chon)
- Auszeichnung mit dem Preis der Stadt Deauville[7][13]

Independent Spirit Awards 2022
- Nominierung für die Beste Kamera (Ante Cheng und Matthew Chuang)[14]

Internationale Filmfestspiele von Cannes 2021
- Nominierung für den Prix Un Certain Regard